# Noël de Tissot
Pour les articles homonymes, voir Tissot.
Noël de Tissot (1914-1944) est un collaborationniste français, dirigeant important de la Milice française, organisation paramilitaire du régime de Vichy visant à aider l'occupant nazi à pourchasser les résistants, les Juifs et les réfractaires au STO.

## Biographie
Noël de Tissot est né le 22 décembre 1914, à Versailles. Professeur de mathématiques et journaliste de métier, il devient le secrétaire général de la Légion française des combattants dans les Alpes-Maritimes en 1940. C'est là qu'il rencontre Joseph Darnand, dont il devient le bras droit « intellectuel », malgré le fait que Tissot soit un ancien membre du Parti populaire français (PPF). 
Noël de Tissot est, avec Jean Bassompierre et le docteur Paul Durandy, à l'origine de la doctrine du Service d'ordre légionnaire (SOL) et de la Milice française. Il protesta publiquement contre le fait qu'André Gide fasse une conférence à Nice. Il est nommé secrétaire général de la Milice française, à partir du 4 février 1943. On doit d'ailleurs à Tissot le célèbre emblème milicien : un gamma stylisé. Il est l'un des cinq cosignataires du Plan de redressement français de septembre 1942.
Le 18 octobre 1943, il fait partie des cadres  miliciens qui s'engagent dans la Waffen-SS, il est alors marié et a un enfant. Tissot fait partie de la promotion de Français à Bad Tölz, du 10 janvier au 4 mars 1944, dont il sort Obersturmführer.
Il est nommé chef de la 1re compagnie de la 8.Franz.-SS-Freiwilligen-Sturmbrigade. En Galicie, il est isolé de ses camarades à l'aube du 21 août 1944, lors d'une attaque venant d'un convoi soviétique, que Noël et ses hommes avaient abordé, croyant avoir affaire à un convoi civil. Noël de Tissot a été fait prisonnier dans les Carpathes et exécuté par les Russes.